# Hochspannungsleitung

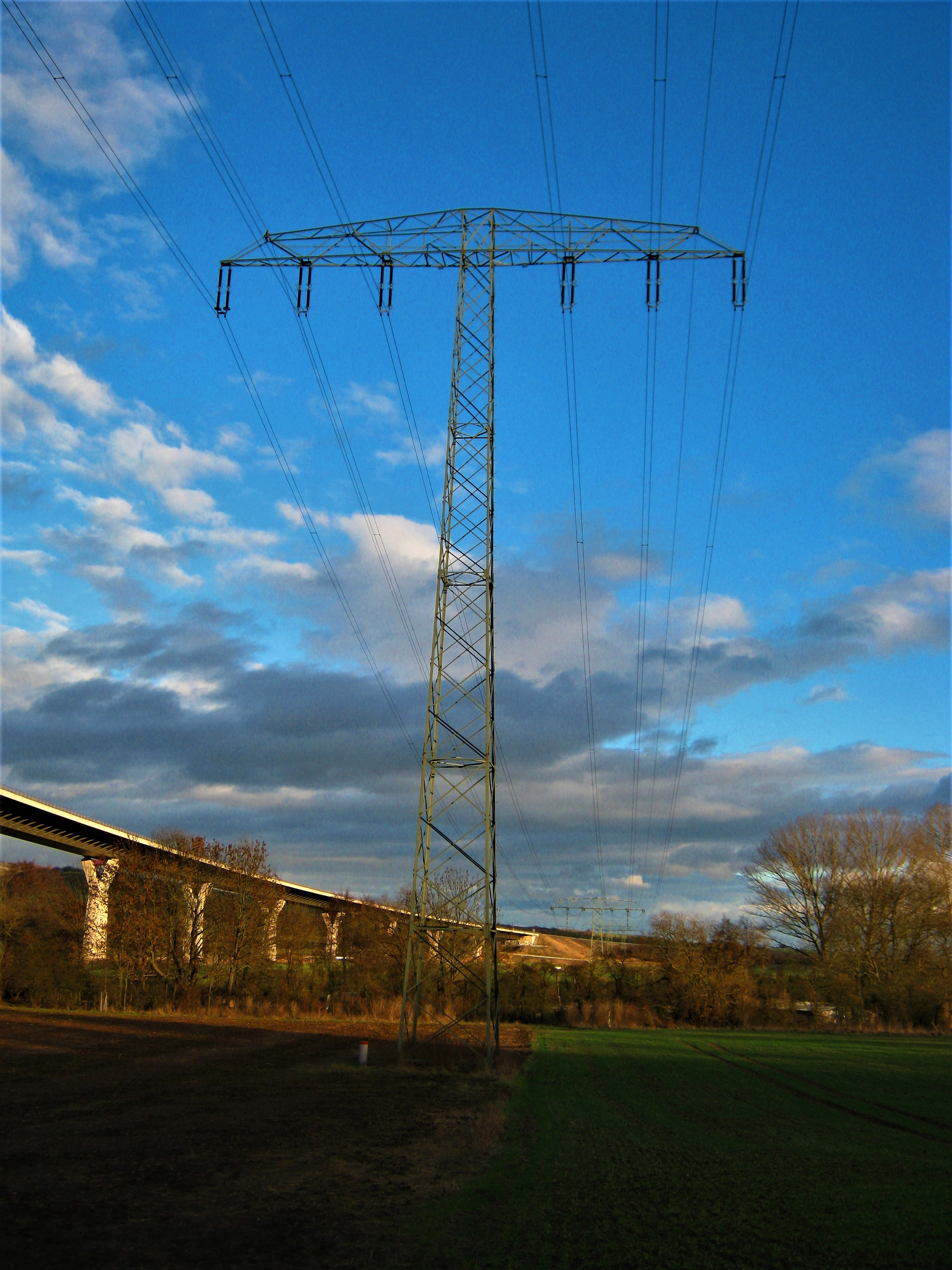
220-kV-Masten in DDR-Bauweise mit 2 Stromkreisen auf einer Traverse: Leitung Eula – Bad Lauchstädt – Wolkramshausen, Ort der Aufnahme: Thyratalbrücke der A38 bei Bösenrode

Hochspannungsleitungen sind Stromleitungen zur Übertragung von elektrischer Energie über große Distanzen. Da bei gleichbleibender elektrischer Leistung die Übertragungsverluste umso geringer sind, je höher die zur Übertragung verwendete elektrische Spannung und je kleiner der damit übertragene elektrische Strom ist, werden sie mit Spannungen über 10 kV bis etwa 110 kV betrieben.
Die höheren Spannungsebenen 220 kV und 380 kV gehören zu den Höchstspannungsleitungen. Außerhalb der elektrischen Netze werden Spannungen ab 300 kV (300.000 Volt) als Höchstspannung bezeichnet, wobei dafür kein einheitlicher Grenzwert festgelegt ist.

## Freileitungen

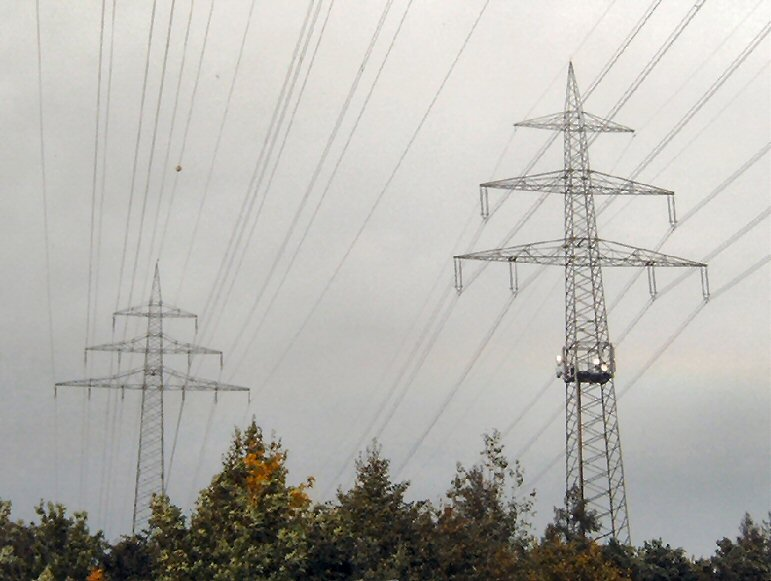
Hochspannungsleitungen in Deutschland (fotografiert an der A8 bei Kirchheim u. Teck). Links: 110-kV-Leitung mit vier Systemgruppen und einem Erdseil. Die beiden oberen Systeme verwenden Bündelleiter mit zwei Seilen, die beiden Systeme an der untersten Traverse Einfachseile. Rechts: Leitung mit zwei Systemgruppen, 380 kV, drei Leiter je Phase im Bündel und zwei Erdungsseile

Hochspannungsleitungen werden in vielen Ländern vorwiegend als Freileitung gebaut, da Erdkabel teurer (mindestens Faktor 6) und verlustreicher sind. Freileitungen sind jedoch störanfälliger und in urbanen Gebieten oft unerwünscht oder störend.
Hochspannungsleitungen werden üblicherweise mit Dreiphasenwechselstrom betrieben, was gegenüber einer Übertragung mit Gleichspannung den Vorteil einer einfachen Spannungsänderung mit Transformatoren bietet. Andererseits bringt die Wechselspannungsübertragung – vor allem bei großen Entfernungen – auch höhere Übertragungsverluste durch Koronaentladung und Maßnahmen zur Blindstromkompensation (kapazitiver und induktiver Leitungsbelag) mit sich.
Die stromführenden Leiterseile werden an Masten mit Isolatoren befestigt. Die Leiterseile bestehen in der Regel aus Aluminiumdrähten, die eine hohe elektrische Leitfähigkeit aufweisen, sowie einer Stahlseele, die eine hohe mechanische Zugfestigkeit gewährleistet. Die Seile sind blank und werden zwischen den Masten nur durch die umgebende Luft isoliert. Der Leitungswiderstand wird durch den Querschnitt der Leitungen und die elektrische Leitfähigkeit des verwendeten Materials bestimmt.
Pro Leiterseil kann maximal eine Stromstärke von etwa 2 Kiloampere transportiert werden. Der Verbesserung des Übertragungswirkungsgrads mit höheren Spannungen durch einen relativ dazu geringeren ohmschen Verlust stehen andere Verluste wie die durch Koronaentladung entgegen.
Im Vergleich zu Erdkabeln stellen hochspannungsführende Freileitungen eine Gefahr dar, da bereits bei der Annäherung an sie Lichtbögen entstehen und Personen oder andere Lebewesen lebensgefährlich verletzt oder Brände verursacht werden können. Auch ist durch Bäume und Vögel die Zuverlässigkeit von Freileitungen verringert. Daher müssen die empfohlenen Sicherheitsabstände beachtet werden, die mit zunehmender Spannung steigen. Maßnahmen zur Verringerung von Kurzschlüssen durch ansitzende Greifvögel und Kollisionen mit großen Vögeln sind u. a. Sitzstangen, Isolierabdeckungen und nächtliche Beleuchtung.
Ein weiterer Unzuverlässigkeitsfaktor ist Schnee- und Eisansatz an Leiter- und Erdseilen, der zu Kurzschlüssen (wegen zunehmender Masse durchhängender Seile) oder dem Bruch von Masten (Massenzunahme und erhöhte Windlast der Seile) führen kann. Hiergegen werden passive (Beschichtung, Verdrehschutz der Leiterseile) und aktive (Abtauen durch Stromwärme, mechanisches Entfernen) Verfahren eingesetzt.
Seit 2013 gilt in Deutschland ein Überspannungsverbot von Gebäuden und Gebäudeteilen, die zum dauerhaften Aufenthalt von Menschen bestimmt sind. Zudem gilt ein Minimierungsgebot für elektrische und magnetische Felder an Orten des dauerhaften Aufenthalts.

## Übertragungsverluste
Bei der Energieübertragung in Hochspannungsleitungen tritt Verlustleistung primär durch den ohmschen Leitungswiderstand (Stromwärme) und in geringem Ausmaß durch Koronaentladungen auf. Bei Betrieb einer Drehstrom-Hochspannungsleitung muss meist deren Blindleistung kompensiert werden (Blindleistungskompensation). Der Blindleistungsbedarf der Leitung ergibt sich aus Kapazitäts- und Induktivitätsbelag, der unter anderem von der Form der Freileitungsmasten, von der Leiteranordnung am Mast und vom Leiterquerschnitt abhängt. Je nach Spannungsebene und Betriebsstrom können bei Freileitungen auch die Induktivitätsbeläge maßgebend sein. Um den kapazitiven Blindleistungsbedarf in allen Leitern gleich zu halten, werden die Leiterseile an Verdrillmasten in regelmäßigen Abständen hinsichtlich Erdabstand getauscht und damit das Dreiphasensystem symmetriert.
Zur Blindstromkompensation der Leitung befinden sich bei den Leistungstransformatoren an Tertiärwicklungen spezielle statische Blindleistungskompensatoren, wobei der Blindstrom am Anfang der Leitung zusätzliche ohmsche Verluste im Leiter verursacht und somit den Gesamtstromanteil der Leitung reduziert. Eine Blindleistungskompensation der Leitung liegt dann vor, wenn die natürliche Leistung übertragen wird, das bedeutet, dass die Lastimpedanz dem Wellenwiderstand der Leitung entspricht. Je höher die Spannungsebene, bei ungefähr gleicher Betriebskapazität, desto höher ist der Blindleistungsbedarf einer Hochspannungsleitung, weshalb bei Wechselspannungsbetrieb die obere Betriebsspannung nicht nur durch die Verluste wie die Koronaentladungen limitiert ist.
Bei der technisch aufwändigeren Hochspannungs-Gleichstrom-Übertragung (HGÜ) gibt es durch die Gleichspannung keine Blindleistung. Die HGÜ wird dort eingesetzt, wo konstruktionsbedingt hohe Betriebskapazitäten entlang der Leitung auftreten, wie bei Erdkabeln und insbesondere bei Seekabeln. Ein weiteres Einsatzgebiet ist die Übertragung von elektrischer Energie mit Höchstspannung über weite Strecken mit Freileitungen sowie die Kopplung von Netzen unterschiedlicher Frequenz zum Stromhandel.

### Ohmsche Verluste
Gegeben: Leitungswiderstand {\displaystyle R}

Beispiel für Leistungsverluste auf einer Leitung

Übertragene Wirkleistung {\displaystyle P} und Scheinleistung {\displaystyle S}
{\displaystyle I={\frac {S}{U}}={\frac {P}{U\cdot \cos \varphi }}}
{\displaystyle P_{\text{verlust}}=I^{2}\cdot R=\left({\frac {P}{U\cdot \cos \varphi }}\right)^{\!2}\!\cdot R}
d. h., die Verlustleistung nimmt bei gleicher Wirkleistung quadratisch mit der Spannung ab. Allerdings wird der Aufwand für die Isolation mit zunehmender Spannung größer. Die Übertragungsverluste betragen etwa 6 % je 100 km bei einer 110-kV-Leitung und lassen sich mit 800-kV-Höchstspannungsleitungen auf etwa 0,5 % je 100 km reduzieren.

## Hochspannungsleitungen in Deutschland

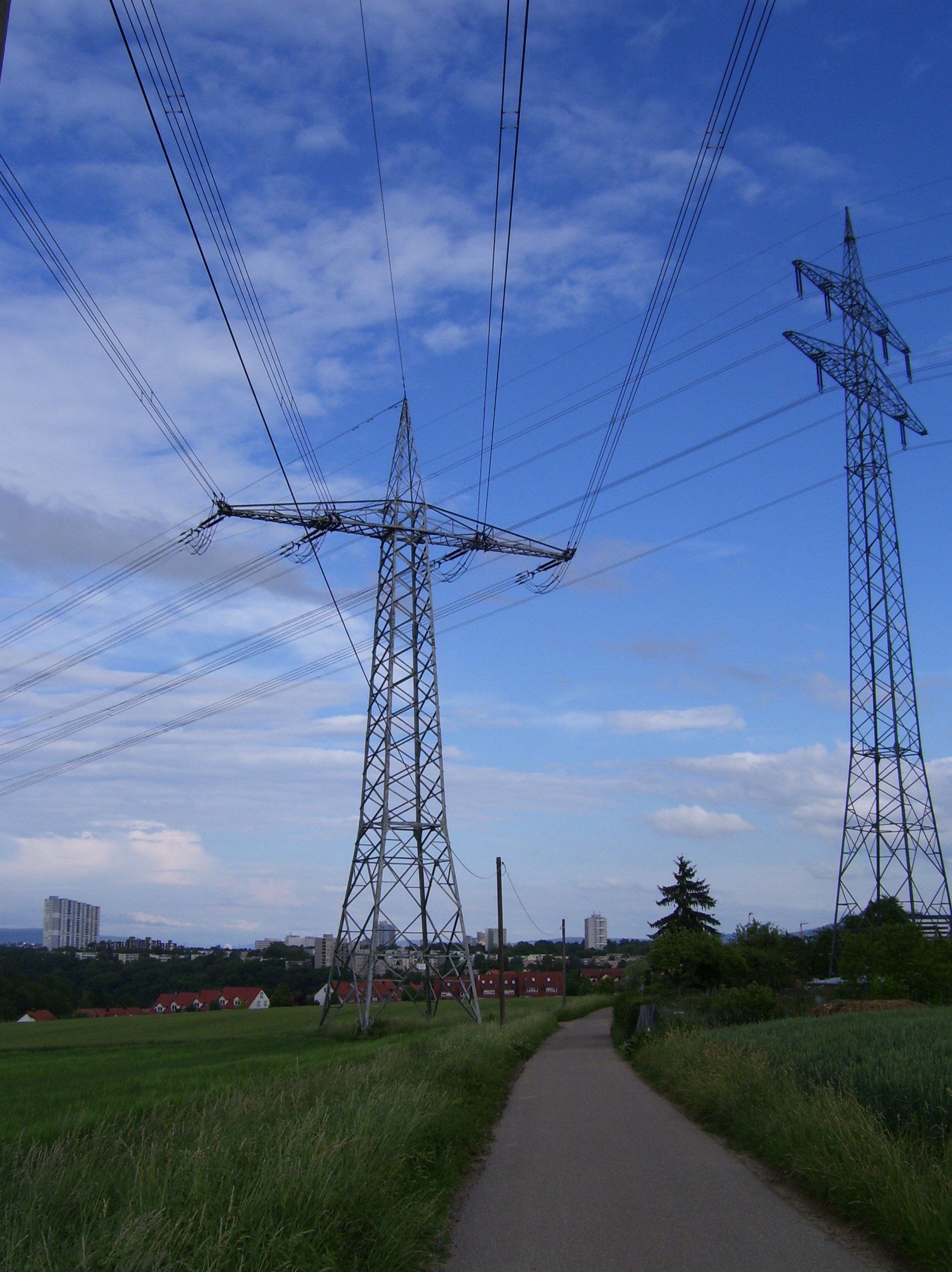
Abspannmast der Bahnstromleitung Neckarwestheim/Bahnstromschaltwerk – Zentraleinspeisestelle Stuttgart-Zazenhausen (Leitung mit Viererbündeln)

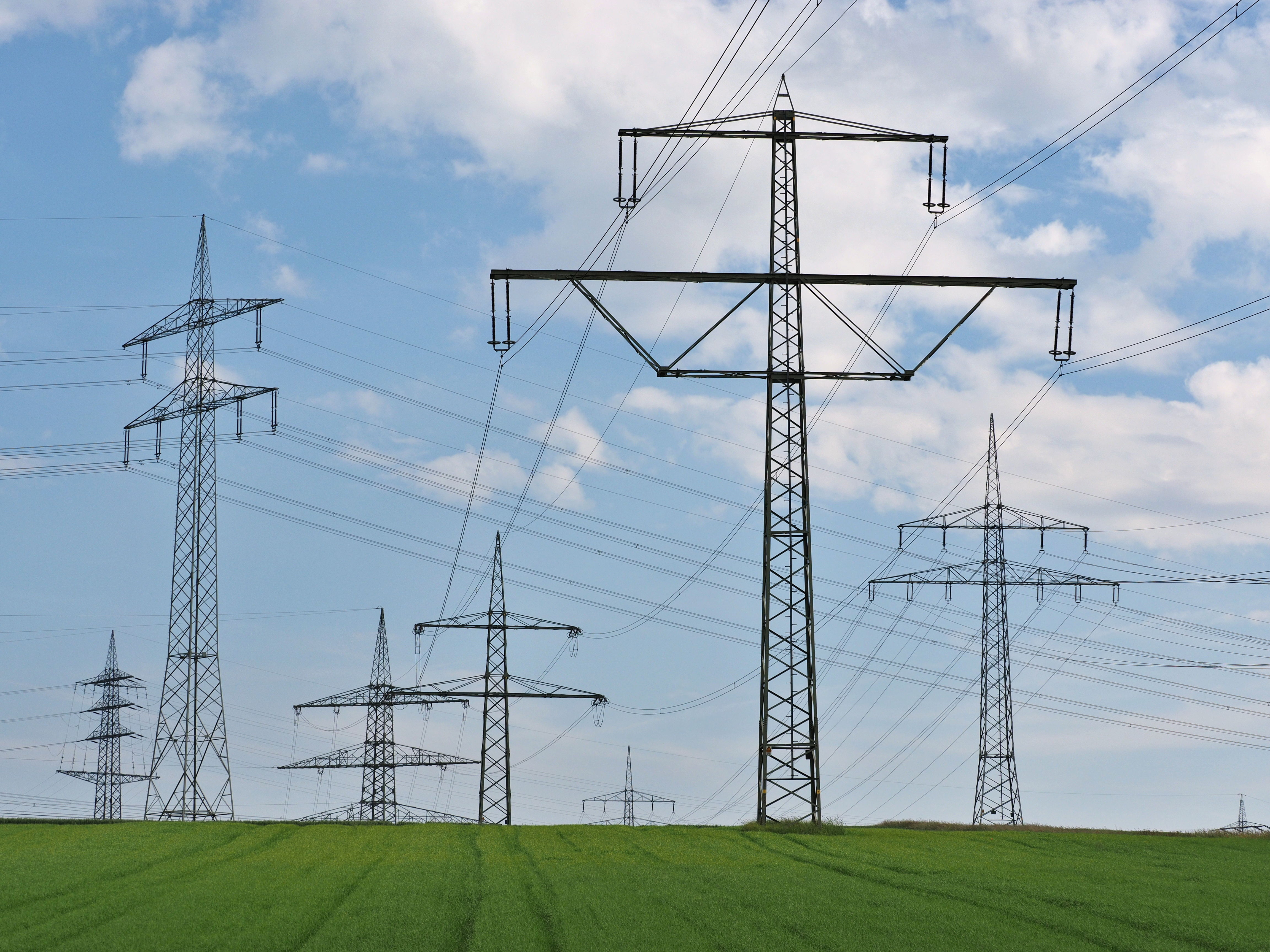
Verschiedene Leitungen

Die folgenden Angaben beziehen sich auf den Effektivwert der verketteten Spannung zwischen den Leitern. Von der Nennspannung zu unterscheiden ist die sogenannte höchste Betriebsspannung, welche dauerhaft anliegen darf. Übliche Nennspannungen (bei 50 Hz) in Deutschland sind:
- Mittelspannung
  - 10 kV / 20 kV / 30 kV / 35 kV
  - 15 kV (Gebiet der ehemaligen DDR, meist im Rückbau)
  - 15 kV Bahnoberleitung (mit der Frequenz 16,7 Hz)

- Hochspannung
  - 60 kV (nur noch selten in Deutschland, aber noch in manchen Kabelnetzen)
  - 65 kV (STEAG, Saarland)
  - 110 kV (Überlandleitungen, Bahnstrom)
  - 220 kV
  - 380 kV

### Bedeutende/besondere Leitungen
- Bahnstromleitung Neckarwestheim–Zazenhausen, 1977, einzige Bahnstromleitung mit Viererbündeln
- 110-kV-Leitung Lauchhammer–Riesa, 1912, in Europa erste mit 110 kV in Betrieb gegangene Hochspannungsleitung.
- 110-kV-Leitung Wolkramshausen – Umspannwerk Neuhof, erbaut 1985, stillgelegt 1990: war eine der wenigen innerdeutschen Stromleitungen, welche die Zonengrenze passierten, angeblich die erste zweikreisige 110-kV-Leitung des innerdeutschen Stromverbundes, wurde aber nach der Wiedervereinigung stillgelegt. Die Masten auf Thüringer Seite stehen aber noch, können jederzeit wieder angeschlossen werden.

## Landesspezifische Besonderheiten

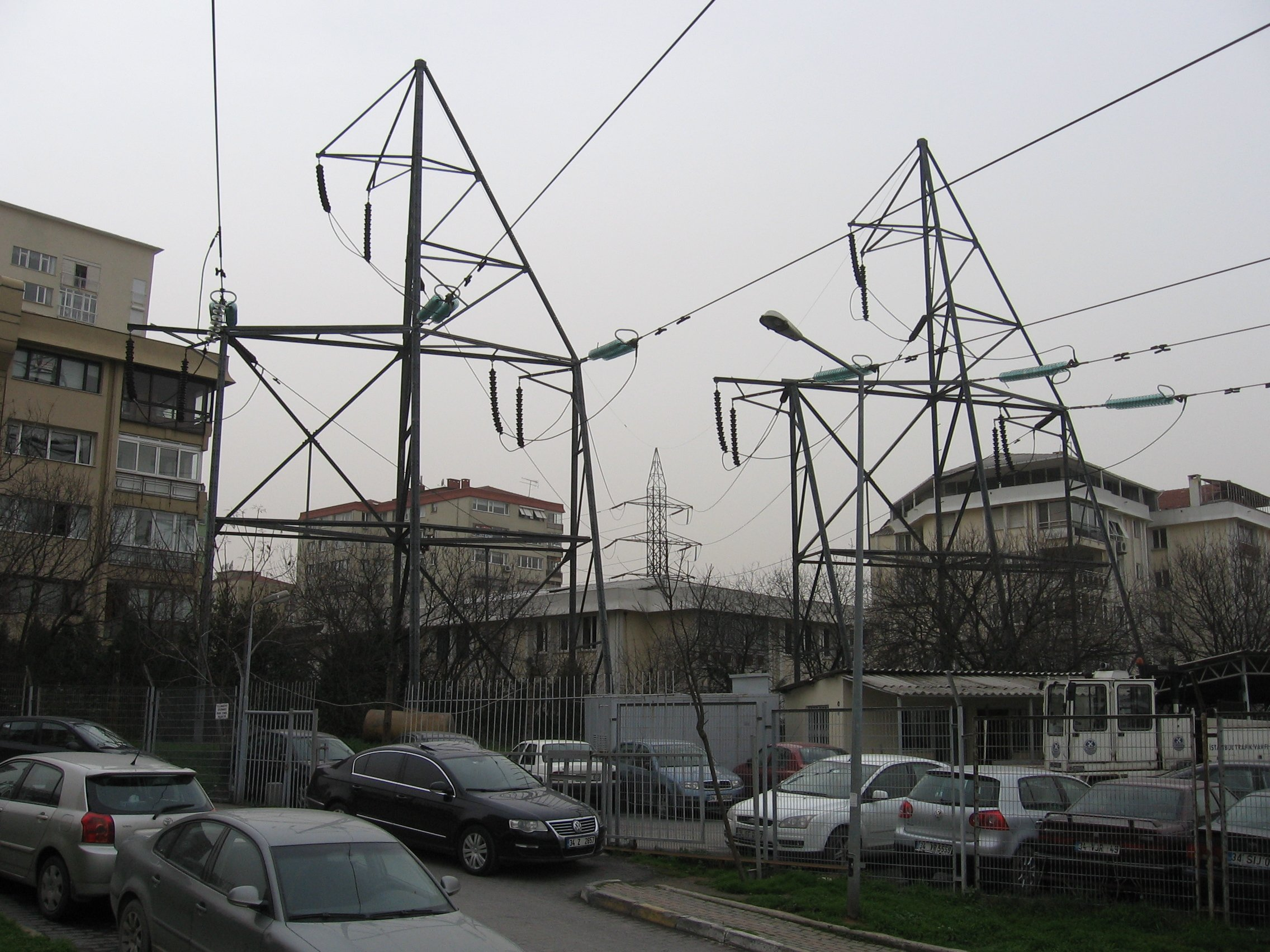
Hochspannungsfreileitung durch das Stadtgebiet von Istanbul

In Deutschland, Österreich und der Schweiz ist der Eisenbahnbetrieb überwiegend auf den Betrieb mit Einphasenwechselstrom von 15 kV und 16 2⁄3 Hz zugeschnitten (wobei die Frequenz inzwischen auf den Dezimalbruchwert von 16,7 Hz festgelegt wurde). Zur flächendeckenden Versorgung mit diesem Stromsystem gibt es daher in diesen Ländern noch separate Bahnstromleitungen neben den üblichen Drehstromfernleitungen.
Elektrische Bahnen, die das verbreitete Einphasenwechselstromsystem mit 25 kV / 50 Hz benutzen, könnten theoretisch aus dem 50-Hz-Dreiphasensystem versorgt werden, jedoch unterbleibt dies meist, weil hierbei stark unsymmetrische Lastverteilungen in den Fernleitungen des Dreiphasensystems auftreten können.
In Mitteleuropa werden Hochspannungsleitungen in dichtbebauten städtischen Gebieten fast ausschließlich mit Erdkabeln realisiert, auch wenn dies kostenintensiver als Freileitungen ist. In der Türkei, wie beispielsweise bei der Bosporusquerung in Istanbul, werden Hochspannungsleitungen auch durch Stadtgebiete als Freileitung geführt.
In Deutschland, sowohl in der DDR als auch in der Bundesrepublik Deutschland, wurden so gut wie keine Deltamaste errichtet. Der Grund liegt darin, dass Deltamasten nur Platz für ein Dreiphasensystem bieten, während die Tonnenmasten und auch Donaumasten zwei unabhängige Dreiphasensysteme aufnehmen können. Diese können unabhängig voneinander betrieben werden, was im Falle von Störungen oder Wartungsarbeiten wichtig ist. Bei Deltamasten müssen für zwei unabhängige Dreiphasensysteme zwei getrennte Trassen mit entsprechend mehr Flächenbedarf vorgesehen werden, was insbesondere in dichter besiedelten ländlichen Regionen ein Problem darstellt. In der DDR wurden fast alle Leitungen der 110- und 220-kV-Ebene auf Masten mit Einebenenanordnung mit zwei Erdseilen verlegt. In Großbritannien hingegen sind fast alle Hochspannungsleitungen auf Masten mit Dreiebenenanordnung verlegt.
In den USA werden auch Leitungen mit Spannungen über 100 kV (bis 345 kV) manchmal auch auf Holz- oder Kunststoffmasten mit einer Isoliertraverse verlegt. Das Stromnetz wird dort in mehreren, nicht miteinander synchronisierten Teilnetzen betrieben. In vielen dünn besiedelten Ländern mit geringer Landwirtschaft werden Leitungen teilweise auf seilverankerten Portalmasten verlegt.
In der Provinz Québec in Kanada besteht ein ausgedehntes Dreiphasenwechselstromnetz, das mit einer Nennspannung von 735 kV und 315 kV von Hydro-Québec betrieben wird.
Die 91,7 km lange Freileitung über den Eagle River im Tongass National Forest in Südostalaska verbindet über 243 Masten das Kraftwerk Lake Tyee mit dem Kraftwerk Swan Lake Dam. Die Leitung wurde ohne Straßenbau mit Hubschraubern errichtet. Die zwölfeckigen Masten wurden per Presssitz auf konische Aufnahmen gesetzt, die über Felsbohrungen verankert wurden. Das längste Spannfeld der Leitung (2,1 km) erfordert für das Leiterseil eine Zugkraft von 66,7 kN.

## Spannungsangaben bei Hochspannungsleitungen
Die Spannungsangaben im Hoch- und Höchstspannungsnetz beziehen sich immer auf die Nennwerte der Netzspannung. Diese sind in den Netz- und Systemregeln der deutschen Übertragungsnetzbetreiber je nach Spannungsebene mit 110, 220 und 380 kV festgelegt. In der europäischen Leitlinie für den Übertragungsnetzbetrieb ist für den Normalbetrieb des Netzes im 110-kV-Netz und im 220-kV-Netz ein Spannungsband von 0,90 pu – 1,118 pu und im 380-kV-Netz ein Spannungsband von 0,90 pu – 1,05 pu festgelegt. Damit sind im Normalbetrieb folgende Spannungen zulässig:
- 110-kV-Netz: 99 kV – 123 kV
- 220-kV-Netz: 198 kV – 246 kV
- 380-kV-Netz: 342 kV – 399 kV